# 塔尔巴哈台城遗址
塔尔巴哈台城遗址是光绪十五年（1889年）新建的塔尔巴哈台绥靖城的遗址，位于中国新疆维吾尔自治区塔城地区塔城市。塔尔巴哈台绥靖城是乾隆年间修建的绥靖城被毁后，新修的城池，也被称为新城、满城。
塔尔巴哈台城遗址尚存两处保存较好的城墙遗址，现为新疆维吾尔自治区文物保护单位。

## 历史

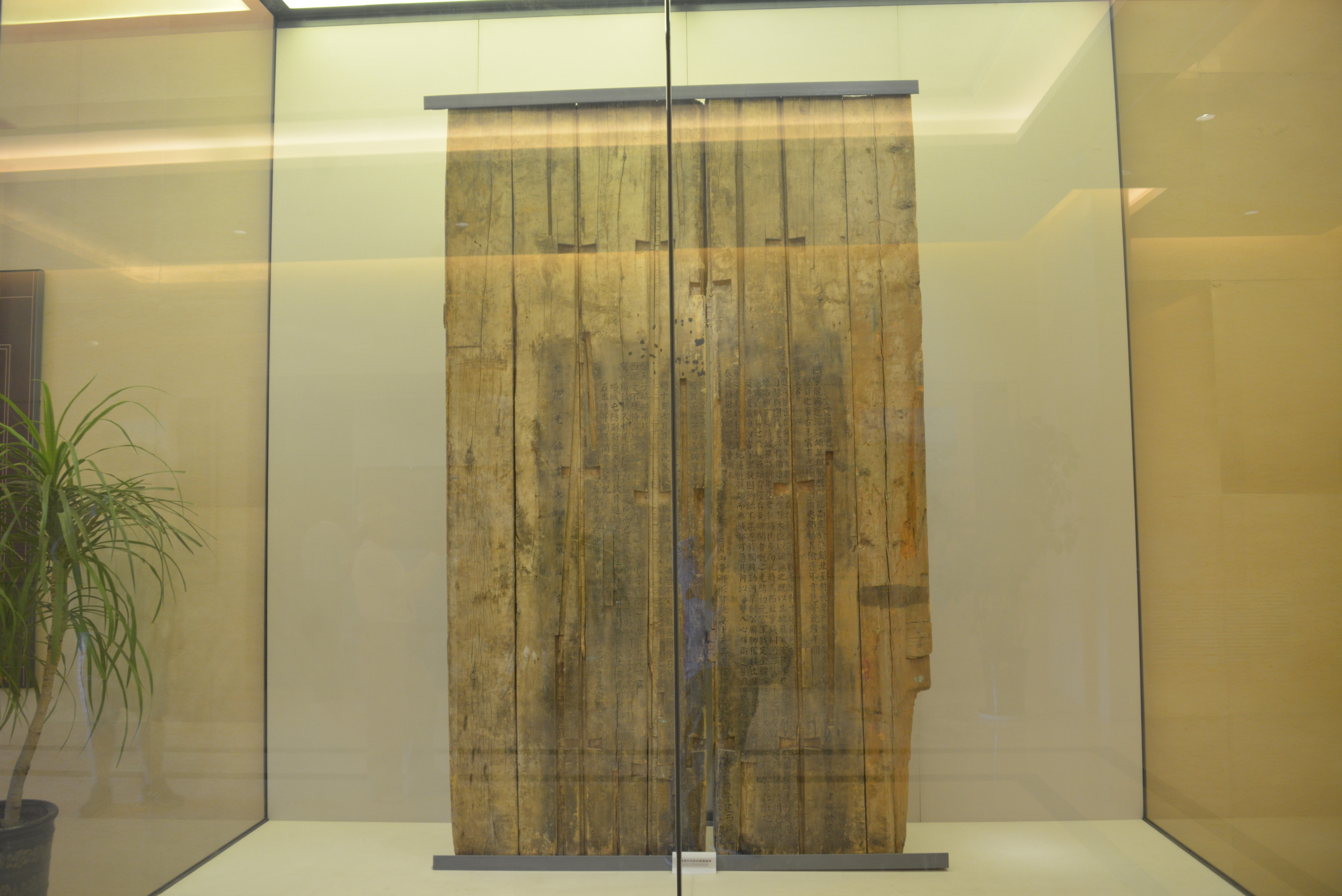
重建塔尔巴哈台绥靖城碑，记载着光绪年重建塔尔巴哈台绥靖城起因、过程、时间、规模、验收情况等内容

清廷平准噶尔部后，于乾隆二十九年（1764年）设塔尔巴哈台，并设塔尔巴哈台参赞大臣管理域内军政事宜。同时派乌鲁木齐绿营至雅尔（今哈萨克斯坦乌尔扎尔区)屯田驻防，并建肇丰城。不过因为雅尔气候严寒，军民无法忍受当地的气候，于乾隆三十一年（1766年）东迁二百里新建城池，乾隆帝命名其为绥靖城，有安抚，使地方保持平静之意。并将地名从楚呼楚更名为塔尔巴哈台。此城在乾隆四十四年（1779年）由塔尔巴哈台参赞大臣惠龄、乾隆四十七年（1782年）由庆桂、乾隆六十年（1795年）由伍弥乌逊三次修补。
同治三年（1864年），同治新疆回变时期毁于战火。光绪十五年（1889年），在原绥靖城东侧由参赞大臣额尔庆额主持重建城池，共花费近二十万两白银，新城于光绪十七年（1891年）建成。新城名为塔尔巴哈台绥靖城，因新建也被老百姓称为新城，又因为城内居民以满族、锡伯族、达斡尔族为主，故被称为满城。到20世纪50年代，城内楼台已无踪影，但城墙保存较为完好。文化大革命时期，城墙遗址破坏严重，任人在此取土，甚至掘毁部分城墙。塔尔巴哈台城遗址保存一般，周围被住户、单位占据，仅两段保存完整。

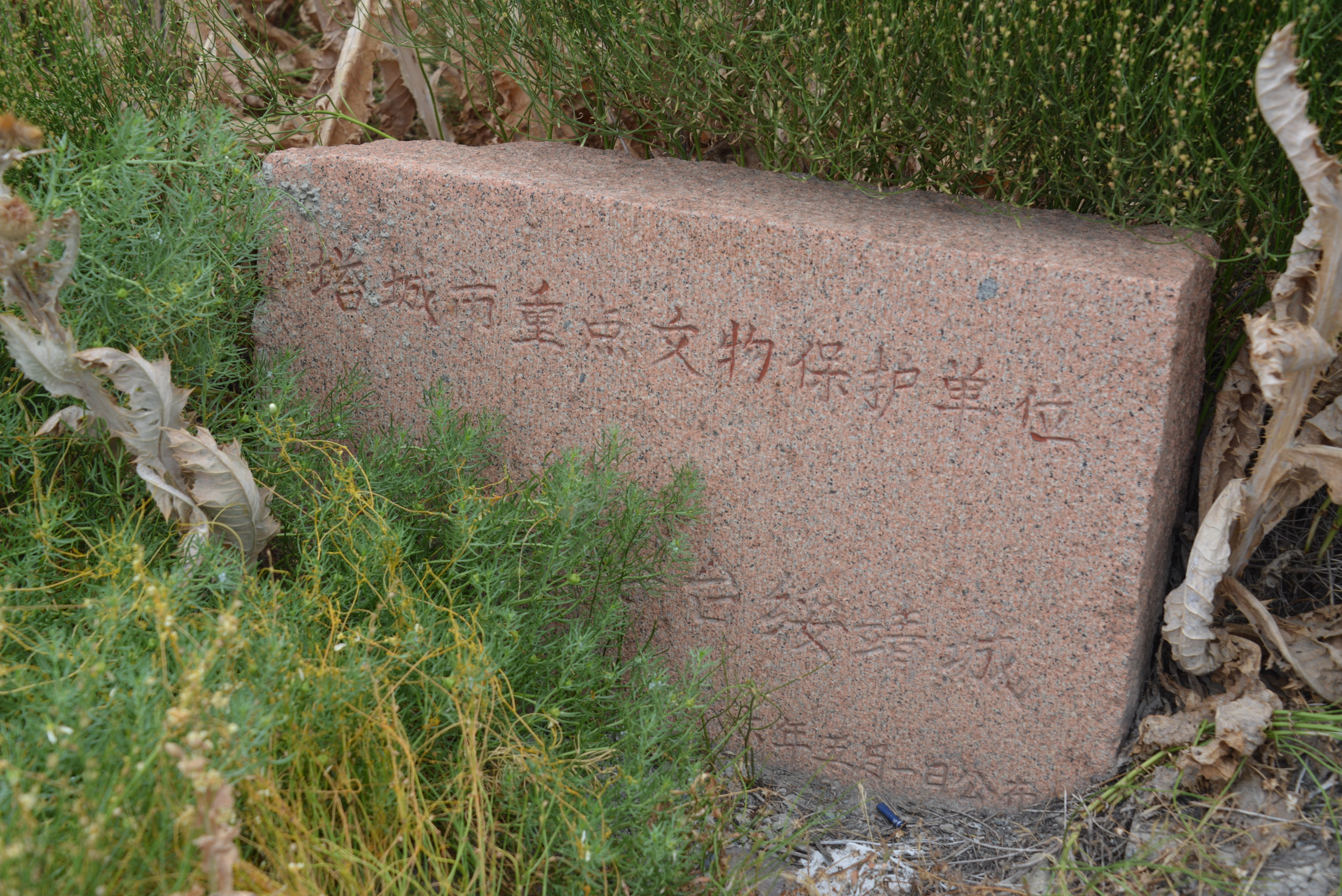
塔尔巴哈台城遗址文保碑

1986年，塔尔巴哈台城遗址被列为塔城市文物保护单位。1988年，塔城地区文物普查队对其调查并建档。1999年被列为新疆维吾尔自治区文物保护单位。2008年，第三次全国文物普查中被复查。

## 形制
塔尔巴哈台绥靖城原为矩形，周长2500米，城墙高7米有余，底宽12米，顶宽超过7米。东为绥靖门，西为怀德门，南为维熙门。城墙上有三座大城楼、三座月城楼、一座大炮台、六座腰炮台、四座角楼。并有护城庙基一处，城正中有古楼。
现存的遗址位于中国新疆维吾尔自治区塔城地区塔城市东侧建新街一带。现仅两处完整城墙，分别是位于塔城地区广播电视局的城址西南角和特警大队院内的城址东北角。其中特警大队院内的城墙遗址高最低5.8米，最高残6.3米，底宽存8米有余，顶宽最宽处3米，最窄仅剩不足1米。城墙由黄土夯筑而成，夯层12到15厘米。

## 图库
| - 塔尔巴哈台城遗址与保护公告 - 塔尔巴哈台城遗址与科普栏 - 塔尔巴哈台城遗址 - 塔尔巴哈台城遗址 - 塔尔巴哈台城遗址 - 塔尔巴哈台城遗址 - 塔尔巴哈台城遗址和杂物在一起 - 塔尔巴哈台城遗址周边长满了植物 |